# Agonie dans le jardin (William Blake)
L'Agonie dans le jardin (en anglais « Agony in the Garden ») est une peinture de William Blake, réalisée dans le cadre d'une série d'illustrations bibliques réalisée entre 1799 et 1800, commandée par son mécène et ami Thomas Butts. L'œuvre illustre un passage de l'Évangile de Luc qui décrit l'agonie du Christ dans le jardin de Gethsémani avant son arrestation et sa crucifixion, qui suivent la trahison de Judas. Dans cette peinture de Blake, un ange majestueux, aux couleurs éclatantes, traverse l'obscurité qui l'entoure et descend d'un nuage pour aider et soutenir physiquement Jésus dans son agonie. L'œuvre est dominée par des lignes verticales, formées à la fois par les arbres et les deux bras de l'ange. Deux lignes intérieures convergent vers les paumes du Christ, évoquant les stigmates des clous enfoncés lors de sa crucifixion. 
L'agonie dans le jardin est léguée par un des collectionneurs de William Blake, Graham Robertson, au National Trust, en 1948. La Tate Gallery en fait l'acquisition l'année suivante.  

## Description
Entre 1799 et 1803, Blake produit plus de 150 illustrations bibliques pour Thomas Butts. Une cinquantaine sont achevées pour la série 1799–1800, dont une trentaine existe encore. Elles sont toutes de la même taille ; sauf deux, nettement plus grandes que la moyenne de 28 cm x 38 cm. Seule cette illustration est en acier étamé; la majorité des autres sont peintes sur toile. Les œuvres, toutes minutieusement détaillées et richement colorées, impliquent un agencement et un dessin complexes et innovants.  
Le texte accompagnant L'Agonie dans le jardin se lit : « Et un ange lui apparut du ciel, le fortifiant. Étant dans l'agonie, il priait plus sérieusement, sa sueur était comme de grosses gouttes de sang tombés par terre. »  Le tableau présente le Christ agenouillé de dos dans le jardin, les bras tendus et penché en arrière comme s'il allait s'évanouir. Il est maintenu à la taille par un ange descendant d'un nuage multicolore. L'ange soutient le Christ, criant d'agonie. L'ange et le nuage sont composés d'un blanc bordé de variétés brillantes de pigments rouges, bleus, jaunes et verts. Trois disciples vaguement dépeints, presque fantomatiques, sont agenouillés dans les arbres sombres de chaque côté. 

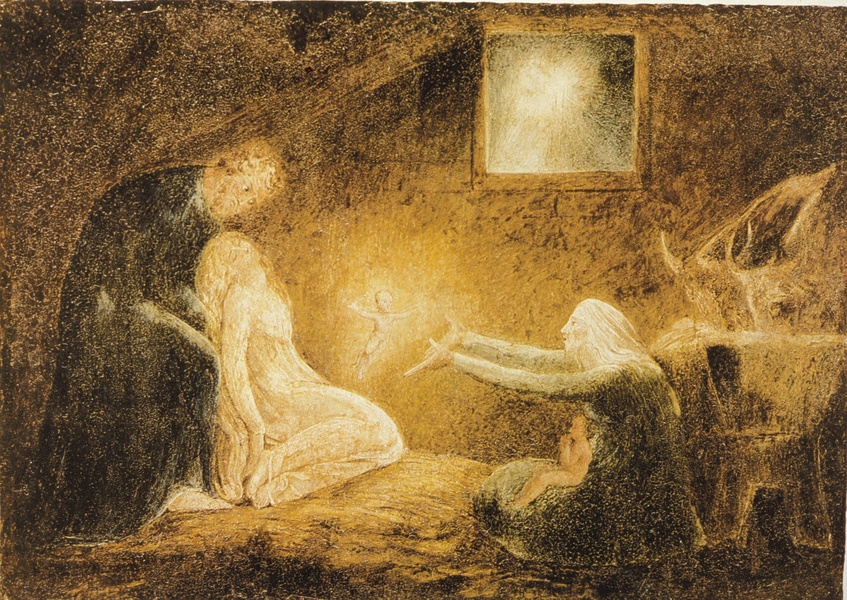
Nativité, 1790-1800. Tempera sur cuivre. Musée d'art de Philadelphie.

L'historien de l'art Anthony Blunt lie cette œuvre à la crèche et à la procession au calvaire de Blake, et soutient qu'ils fournissent un aperçu de l'état d'esprit de Blake à l'époque. L'artiste avait auparavant été préoccupé par la nature du mal et la dualité de la nature humaine, mais aurait trouvé l'espoir à travers l'idéal du salut par le Christ. Selon Blunt, Blake transmet cela à travers le motif d'une lumière qui brille dans l'obscurité de l'humanité. Dans le présent ouvrage, cela s'exprime peut-être à travers l'ange apparaissant dans des couleurs rendues brillantes, illuminées par l'obscurité et les pressentiments des arbres.  

## Matériel

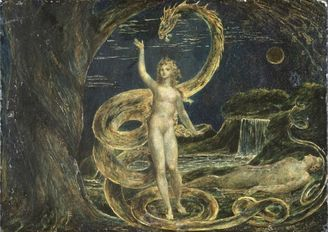
Eve tentée par le serpent. Tempera sur cuivre. Une autre œuvre de la série peinte sur métal.

La peinture est unique dans l'œuvre de Blake en ce que la tempera est peinte sur du fer étamé. La plupart des œuvres de la série ont été peintes sur toile, dont trois sur cuivre et seule la présente sur fer étamé. Il fut suggéré que cette plaque pouvait à l'origine avoir formé le couvercle d'une boîte, éventuellement une boîte de peinture.  
En employant du fer étamé, Blake expérimentait probablement des méthodes de gravure ou de peinture sur métal, peut-être en suivant les exemples des travaux de Lucas van Leyden et d'Albrecht Dürer sur plaque de cuivre.  
Certaines zones de couleur sont retouchées par des restaurateurs vers 1850 à la suite du ternissement et de la perte de peinture. Les ajouts sont à peine perceptibles car les restaurateurs ont utilisé des pigments préparés dans une matière similaire aux originaux.

## État
L'agonie dans le jardin est en très mauvais état, principalement en raison d'une accumulation de matière à la suite de la corrosion du fer.

## Sources
- Hamlyn, Robin; Ackroyd, Peter; Phillips, Michael. William Blake. New York : The Metropolitan Museum of Art, 2000. ISBN
- Raine, Kathleen. William Blake. London: Thames and Hudson, 1970.  (ISBN 0-500-20107-2)
- Mulhallen, Karen (ed.). Blake in Our Time: Essays in Honour of G.E. Bentley Jr. Toronto: Toronto University Press, 2010.  (ISBN 1-4426-4151-7)
- Stoner, Joyce Hill. Conservation of Easel Paintings: Principles and Practice. Butterworth-Heinemann, 2012.  (ISBN 0-7506-8199-3)
- Townsend, Joyce (ed.). William Blake: The Painter at Work. London: Tate Publishing, 2003.  (ISBN 1-85437-468-0)

- (en) Cet article est partiellement ou en totalité issu de l’article de Wikipédia en anglais intitulé « Agony in the Garden (Blake) » (voir la liste des auteurs).